# Route nationale 604
Pour les articles homonymes, voir Route 604.
La route nationale 604 ou RN 604 était une route nationale française reliant Mur-de-Barrez à Sébazac-Concourès. À la suite de la réforme de 1972, elle a été déclassée en RD 904.

## Ancien tracé de Mur-de-Barrez à Sébazac-Concourès (D 904)
- Mur-de-Barrez
- Lacroix-Barrez
- Saint-Hippolyte
- Entraygues-sur-Truyère
- Villecomtal
- Muret-le-Château
- Sébazac-Concourès